# 나진-하산 프로젝트
나진-하산 프로젝트는 두만강을 사이로 마주보고 있는 북한 나선시와 러시아 하산시를 잇는 철도를 개보수하는 남한, 북한, 러시아 세 나라의 합작 사업이다. 나진은 행정구역 개편으로 나선시가 되었다.

## 역사
1994년 유엔 개발 계획(UNDP)은 두만강 입구에 3국 특별 경제지구를 개발한다는 계획 세웠다. 당시 북한은 조선-러시아 우정의 다리 말고, 하산시로 연결되는 도로용 두만강 다리를 건설하려고 했으며, 1995년부터 나선시에 외국인의 무비자 입국을 허가했다.
나진-하산 프로젝트로 하산시의 녹둔도가 관심을 받았다.
2000년 북한과 러시아가 나진~하산 개발에 합의한 이후 우리 정부는 2007년 이 프로젝트 참여를 결정했다.
2010년 북한은 나진항 1호 부두를 중국, 2호 부두를 포스코, 3호 부두를 러시아에 50년간 임대했다. 포스코는 나진항 2호 부두를 개발한 뒤 향후 50년간 임차 방식으로 사용권을 갖기로 했다. 부두 개발비는 500억~1000억원 정도로 추산된다. 북한은 4호 5호 6호 부두도 외국에 장기 임대할 계획이다.
2019년 1월, 라선콘트랜스의 이반 톤키흐 대표는 한국이 러시아 정부가 보유한 회사 지분 70% 중에서 49%를 인수하여 남북러 공동개발에 적극 참여하기를 기대한다고 밝혔다. 라선콘트랜스는 러시아 극동개발 사업의 상징이다.
이 사업에 깊은 관심을 보였던 푸틴 러시아 대통령의 요구로 나진-하산 프로젝트는 유엔의 대북제재 대상에서 제외되었지만, 한국과 미국의 독자 제재를 받고 있다. 이반 톤키흐 대표는 유엔 개발 계획(UNDP)을 통해서 사업을 추진하면 미국의 독자제재도 피할 수 있다고 주장했다.
나진-하산 프로젝트는 2007년부터 노무현 정부에서 추진한 나진·선봉지대 개발의 대표적 사업이다.
2016년 1월 6일, 북한 4차 핵실험이 있었다. 2016년 3월 8일, 한국은 대북 독자 제재의 하나로 180일 이내 북한을 기항한 제3국 선박의 국내 입항을 금지했다. 나진-하산 프로젝트는 현대상선이 포스코, 코레일과 컨소시엄을 구성해 추진하다가 4차 핵실험으로 2016년 중단됐다.
2018년 8월 11일, 자유아시아방송(RFA)은 북한이 러시아산 LPG 가스를 대량으로 수입, 도시에 보급하고 있으며 이 덕분에 부유층뿐만 아니라 일반 주민도 가스를 사용하기 시작했다고 보도했다. 청진시 주유소에서는 13 kg LPG 가스통이 90~110위안(한화 약 1만 4,900원~1만 8,100원) 정도에 팔리고 있으며, 일반 가정에서는 LPG 가스 1통이면 한 달을 쓸 수 있다.
2019년, 문재인 정부는 북한 비핵화의 단계적 조치로, 유엔 제재 해제 이전에 미국이 나진-하산 프로젝트를 독자 제재하던 것을 해제할 수 있다고 주장한다.

## 같이 보기
- 조선-러시아 우정의 다리
- 조선민주주의인민공화국산 석탄 대한민국 반입 사건
- 동방경제포럼